# Дивљи купус
Дивљи купус (Brassica oleracea) је двогодишња врста биљке из породице купуса (Brassicaceae). Генетички је веома сродна са неколико врста из рода Brassica, а као основна карактеристика сличности узима се исти број хромозома (n = 9). 
Природни ареал распрострањења дивљег купуса и сродних биљака обухвата кречњачке стене на обалама Медитерана и западне Европе. Сама врста Brassica oleracea распрострањена је на обалама северне Шпаније, западне Француске и јужне и југоисточне Британије. Услед дуге историје гајења и култивисања ове врсте ареал је проширен на територије свих континената. Поједине гајене сорте ове врсте су једногодишње или вишегодишње.

## Опис биљке
Дивљи купус у првој години формира „главицу" — скраћено стабло са густом розетом изграђеном од великих и дебелих листова, у којима се складишти велика количина воде. Током друге године, ускладиштена вода и хранљиве материје из главице користе се за даљи раст стабла. Доњи листови су широки, плавичастозелени, горњи су дугуљасти, по ободу наборани. Стабло у другој години је у ствари дршка цвасти (класа), висине до 1,7 m, задебљала при основи. Цветови су бројни, жуте боје. 

## Гајење
Иако се генерално сматра да се дивљи купус узгаја више хиљада година, о овом узгоју пре античког доба нема много података. Теофраст је писао о три тада познате сорте купуса: дивљем купусу, купусу са глатким листовима и купусу са набораним листовима.
До данас је узгојен велики број сорти (култивара) дивљег купуса, које се могу разврстати у седам група (које код неких аутора имају таксономски статус подврсте):
- група , или , у коју спада раштан (раштика)
- група , или , у коју спада каи-лан (кинески броколи)
- група , или , у коју спадају карфиол и романеско
- група , или B. oleracea var. capitata, B. oleracea var. bullata и B. oleracea var. sabauda, у коју спадају купус, црвени купус, кељ
- група , или , у коју спада прокељ
- група , или , у коју спада келераба
- група , или , у коју спада броколи

Поједини аутори сматрају да нису све гајене сорте купуса настале од врсте B. oleracea, па наводе врсту B. montana као могућу родитељску врсту за кељ и купус, врсту B. rupestris за келерабу, а врсту B. montana за карфиол и броколи.

## Галерија гајених сорти
- купус
- кељ
- карфиол
- броколи
- прокељ
- келераба
- кувани раштан
- каи-лан